# Toxotomimus baladicus
Toxotomimus baladicus är en skalbaggsart som först beskrevs av Xavier Montrouzier 1861.  Toxotomimus baladicus ingår i släktet Toxotomimus och familjen långhorningar. Inga underarter finns listade i Catalogue of Life.